# Bythophyton
Bythophyton, monotipski biljni rod iz porodice Phrymaceae, dio je tribusa Mimuleae. Jedina vrsta je B. indicum, vodeni polugrm iz Assama. , i možda Filipina (Luzon)

## Sinonimi
- Micranthemum indicum Hook.f. & Thomson in Hooker's J. Bot. Kew Gard. Misc. 9: 245 (1857)